# 游戏王5D's
《遊戲王5D's》（日语：遊☆戯☆王5D's）是《遊戲王》系列動畫之一，自2008年4月2日起在日本首播，於2011年3月30日完結，全劇154集。

## 概要
本作是《遊戲王》系列作（繼《遊戲王—怪獸之決鬥》、《遊戲王GX》）的第三部作品，同時也是集英社《週刊少年Jump》創刊40周年及《V Jump》15周年紀念作品。主標題去掉了歷代以來「怪獸之決鬥（Duel Monsters）」字樣，「遊戲王」LOGO也使用了全新的設計，雖然如此本作也繼承了將這個世界裏的卡片遊戲稱為「怪獸之決鬥」的說法。至今為止在動畫裏被使用過的卡片不久後會在公式化裏出現，然而本作的主角們使用的卡片有可能同一時間在公式化中也能玩到。因此與「遊戲王5D's Official Card Game」的綁定性也提高了。
舞台設定以及構想基礎皆來自《遊戲王》原作者高橋和希的初案，高橋也著手於主要角色、主要怪獸卡、D輪等設計。「讓舞台擴大到世界規模，其移動手段是必要的準備」、「前兩作普通決鬥已經淋漓盡致了，若要做續篇的話，想挑戰新的決鬥方式」等理由讓D輪以及騎乘決鬥成為本作主軸而被製作出來。高橋自己打算在前作《遊戲王GX》中為《遊戲王》做結尾，但系列作發展超過高橋一人的範圍，牽涉到跨媒體的平台（ACG、原聲帶、集換式卡片），又因為和動畫製作組有熟識，各個原因之下，以最終工作的精神承接本作。
故事原案是高橋以前繪製的漫畫草案。此時已奠定「燃燒的納斯卡線不斷冒出巨大的敵方同時對著五個騎車馳聘的戰士戰鬥」的概念，五個戰士會被下一代繼承也是共通的設定。此外，高橋提供的想法僅到黑暗者篇為止，WRGP故事的部分全由動畫製作組去著手。高橋以「故事最終的高潮讓人相當欽佩」等話來評價動畫製作組。

## 故事情節
《遊戲王5D's》的故事主要發生在十年後的童實野市為舞臺。這時的童實野市被稱為「新童實野市」，是一個根據身份高低分為上層地帶和下層地帶的階級社會，流行用「D輪（D Wheel）」之稱的摩托車型決鬥裝置來進行「騎乘決鬥（Riding Duel）」。
新童實野市裡，除了在〈毀滅鎮〉篇裡場景短暫轉往毀滅鎮之外，多數的情節都發生在該市的不同區域。
新童實野市是《遊戲王－怪獸之決鬥》裡的童實野市經過數十年後的模樣，當時該地區呈現階級社會。市內被分為數個區域，頂級區為尊、衛星區為卑。由治安維持局管理。在新童實野市裡盛行騎乘決鬥（ライディングデュエル），決鬥者駕駛著一種名為「D輪」的摩托車型決鬥盤，同時進行駕駛和決鬥。整個城市的能源建立於永轉機（Moment）之上，永轉機是不動博士所開發、海馬娛樂集團管理的能源系統，是決鬥盤、D輪、立體影像系統的動力來源。而故事開始的十七年前，因為第1號永轉機控制系統不完全運轉而引發的事故零點逆轉，造成鄰近的市區與衛星區地面裂開，造成多少人不幸罹難(包括身為負責人的不動博士夫婦)。

### 幸運盃篇（1話～26話）
故事的主角—不動遊星是在十七年前發生「零點逆轉」事件中成為不動博士的遺孤，他與其友人一起生活在新童實野市的下層地帶「衛星區」。由於遊星為了拿回他對手兼好友：騎乘決鬥的王者傑克·亞特拉斯的設局中拿走自己最重要的稀有卡「星塵龍」而逃出衛星區前往都市區。再會後的兩人於競技場進了騎乘決鬥卻在決鬥過程中兩人的手臂突然出現紅色印記，最後伴隨著雙方的龍互相攻擊，神秘的紅龍出現。得知此事的治安維持局局長雷克斯·葛德韋恩為了召集被紅龍選上而力量覺醒的人(也就是龍印者)，他要遊星去參加優勝者可以向傑克挑戰的「幸運盃」(以遊星的友人作為邀請)，在這場大賽中被召集過來的遊星與傑克、超能力決鬥者十六夜亞紀、天才決鬥少女龍可等四人都覺醒為「紅龍的龍印者」，最後遊星在幸運盃冠亞軍賽戰勝傑克成為新的王者。

### 黑暗者篇（27話～64話）
幸運盃落幕後，在衛星區一群名為「黑暗者」的決鬥者已經開始在暗中蠢蠢欲動，這正與遊星和傑克兩人在決鬥時所看到的蜘蛛地面巨畫有關。所謂黑暗者是一群來自黃泉之國的人們也是龍印者命運中的宿敵，能夠展開會令決鬥者受到真實傷害的「黑暗決鬥」，以及使用一種叫「黑暗同步」的另類同步召喚，召喚出獨特的黑暗同步怪獸（等級是負的）而且還可以召喚特殊的3D立體黑暗怪獸「地縛神」。為了擊倒黑暗者，遊星率領其他龍印者一同前往衛星區對抗他們，最後遊星在以禿鷹地面巨畫作為決鬥場地的最終決戰獲勝，紅龍亦同時成為遊星一行人的守護神。

### WRGP篇（65話～136話）
黑暗者之戰的半年後，「代達洛斯橋」完工，彼此的隔閡消除，讓新童實野市改變不少。全市建造大量專為騎乘決鬥而設的高速公路，同時還開發新的競技場魔法：激速世界2。然而在這得來不易的和平之後，來自未來世界的新威脅「世界本源滅四星」遂已悄然而至企圖透過讓聖櫃搖籃墜落在新童實野市並藉此改變歷史。為了阻止他們，遊星一行人組成5D's隊參加世界騎乘決鬥大賽（WRGP）並與其他隊伍交戰。

### 聖櫃搖籃篇（137話～151話）
雖然遊星在WRGP最終決鬥戰勝阿波利亞，但名為聖櫃搖籃的超巨大Moment卻突然從天而降，即將針對新童實野市帶來災害性毀滅。為了拯救城市，他們前往聖櫃搖籃內部與各自的對手交戰。第一場決鬥，烏鴉與亞紀成功拯救被過去束縛的雪莉，同時令雪莉倒戈成為他們的一夥；第二場決鬥，龍亞為了守護同伴而覺醒為第六位「龍印者」同時讓對手阿波利亞找回希望；第三場決鬥，布魯諾顯現自己的真正名字「安提諾米」透過決鬥教導遊星如何擊敗世界本源滅四星的領導者Z-ONE並在最終犧牲自己。
5D's隊在各自的對戰大獲全勝後，在雪莉的帶路下見到Z-ONE，雖然遊星想與Z-ONE展開最後對決，但中途被阿波利亞阻止，因為受到龍亞感動而找回希望的他決定先跟Z-ONE決鬥，同時也讓遊星親眼見識Z-ONE的牌組及戰術。阿波利亞戰敗後，其身體的一部分化作遊星號的雙翼，讓遊星能飛上天空與Z-ONE展開最終決戰，這場決鬥也全程實況轉播，全市的人民都視遊星為新童實野市的救世主。Z-ONE在決鬥中表明了真實身分，他是為了拯救被毀滅的未來而回到過去的科學家，還自稱是未來的遊星。遊星則集結了同伴的卡片召喚出他最強的怪獸「流天類星龍」，一一破解Z-ONE的防守，並在最後一回合以星塵龍直接擊敗Z-ONE。敗北後，Z-ONE將人類的未來託付給遊星並犧牲自己以阻止聖櫃搖籃的墜落。

### 完結最終回—各奔前程（152話～154話）
聖櫃搖籃之戰的翌年，新童實野市邁向了全新的時代，治安維持局走入歷史，新童實野市政府掛牌成立。5D's隊也都有嶄新的人生目標並各自逐夢去，紅龍也同時出現將龍印記收回便接著離去，就此完成在現世的使命。最後以遊星在代達洛斯橋藉由擊掌送別其餘五人後，獨自一人返回新童實野市作為本劇的完結。

## 作品設定

### 用語解說
決鬥怪獸（Duel Monsters）
同為系列作《遊戲王怪獸之決鬥》中，國際幻象社名譽會長貝卡斯·J·克羅佛多根據古代埃及遺跡存有的石版作為藍本，進而創造的卡片遊戲。製作過程圍繞許多謎團，比如星之民傳說、龍可曾去過的精靈世界皆與決鬥怪獸有一定的聯繫。此外「決鬥怪獸」的競賽稱為「決鬥」；玩家稱為「決鬥者」或是「激速戰士」。
同步召喚（Synchro）
故事中登場的召喚方法。是本座中較高級又常見的召喚方式。為規則特殊召喚的一種。
使用同步召喚時需要在自己回合的主要階段中，以自己場上的一體協調怪獸(，tuner)加上部分其他非協調怪獸，而所有怪獸等級合計等於欲召喚的同步怪獸等級時，才可以宣言"同步召喚"。(一般來說指定的怪獸中，協調怪獸僅能有一體，而其他怪獸沒有限制，然而也有例外的卡片存在。)
雙方玩家宣言後要將上述的怪獸一起送入墓地，然後從特別牌組選擇欲召喚的同步怪獸，以表側攻擊表示或表側守備表示特殊召喚上場。部分同步怪獸有限定素材及素材數量，也有同步怪獸同時也是協調怪獸，這類怪獸被稱為同步調怪獸，大部分可以在對手的回合拿來當作素材進行同步召喚，高等的同步怪獸也有部分限定要同步協調怪獸才能進行同步召喚。較具代表性的有星塵龍、紅惡魔龍、黑薔薇龍、古代妖精龍、黑羽龍、生命洪流龍等戰鬥怪獸。不過有同步召喚。進化的同步召喚有兩種現象(加速同步與雙重協調)。
騎乘決鬥（Riding Duel）
流行於新童實野市的決鬥方式之一。高速疾駛D輪的同時在特殊的規則下進行決鬥。
本作「騎乘決鬥」最大特徵在於魔法卡的使用規定與「站立式決鬥」有所差異。「高速咒文(Speed Spell)」是「激速世界（Speed World）」或「激速世界2（Speed World2）」在場上時才能發動（也是唯一能由玩家發動）的特殊魔法卡，這些魔法卡共同點是以“速度計數器（Speed Counter）”的數量為發動條件。速度計數器除了先攻第一回合外，每次雙方玩家回合準備階段會累加一個，累加的同時D輪會加速。相反地「激速世界」發動的場合，承受1000點以上傷害時，每1000點傷害該玩家即減少一個計數器，D輪自動減速。速度計數器最大可累加到12個，D輪時速可達到360公里。
「激速世界」卡片效果欄位雖然記載著「使用了名字里帶有‘Sp-Speed Spell’魔法卡以外的魔法卡時會受到2000點傷害」，但劇中描述普通決鬥禁止使用非SP魔法卡。
「激速世界2」有異於「激速世界」，不會因為承受傷害而減少計數器。而且可自行除去一定數量的計數器來發動以下效果：4個計數器：手牌每有一張“Speed Spell”就給予對手800點傷害。7個計數器為從牌組抽一張牌。10個計數器為可破壞決鬥場上一張卡。
站立式決鬥(Standing Duel)
自古流傳至今，使用一般決鬥盤以站立方式進行的決鬥方式。新童實野市以騎乘決鬥作為主流，但無D輪的決鬥者能以站立式決鬥參加比賽，如「Kids」、「幸運盃決鬥」等。
團隊規則（タッグフォースルール）
二對二的變相決鬥，本作中用「團隊規則(Tag Force Rule)」作為稱呼。生命值及場地兩人共有。以PSP遊戲「遊戲王怪獸之決鬥GX 雙重戰力」的規則作基準。
神經衰弱決鬥
於動畫116話中克拉克對遊星提出的決鬥。除了額外牌組(及備份牌組)，主要牌組全部以覆蓋的方式攤在檯面，宣言牌的種類，若滿足發動條件即可發動；符合召喚條件即可召喚的變相規則。魔法／陷阱卡一回合各只能發動一次，跟一般決鬥比起來連續性受限。另外牌組採用覆蓋的方式蓋在檯面，遇上除牌卡(例：大嵐)而一掃而空的話，相當危險。此外「神經衰弱」為日本用語，此規則以「記憶翻牌」作為基準。
決鬥盤（デュエルディスク）
一般決鬥所使用的小型立體影像投影裝置──「決鬥盤」(Duel Disk)。決鬥前將其裝置在左腕來使用。決鬥盤並非決鬥必要配件，使用主因包括立體影像帶來的視覺臨場感、決鬥時生命值計算、卡片效果處理等繁瑣事皆能自動化處理，以致於許多決鬥者會隨時攜帶著。形體主要包含固定牌組、墓地、用來表現生命值的本體圓盤與卡片投影所需的磁碟，其他細部則依使用者所需去改造。此作決鬥盤的動力採用「Moment」，即為裝置本體散發的彩色光輝。搭載自動洗牌的機能，其他像是「隨機將裝備魔法卡加到手牌」、「特定的卡加到手牌」之類的瑣事不必手動處理。不過有些決鬥盤可以親手製作可以附有「多方面決鬥用之語音網路」(類似對講機的遠隔語音通訊功能)(像是遊星持有自製的決鬥盤)。除此之外，有部分決鬥者會將決鬥盤改造成武器。衝突鎮篇存有左輪手槍型態的決鬥盤，另外決定先攻的方式是決鬥開始後，先拔槍並裝置在手上完成的玩家來決定。雖然是槍身形狀，但劇裡無特別描寫能否實際開槍。
D輪（D・ホイール）
決鬥盤的發展系列之一，摩托車形狀，供決鬥者搭乘及運用，形體因人而異，在騎乘決鬥中不可或缺。乘坐D輪需加戴安全帽（擋風鏡用以顯示怪獸的資料）與裝置在左腕的設備（固定牌組以及固定手牌用）等構成要素。依靠Moment之力能夠駕駛到250km以上高輸出的速度，擁有從高處著地與強烈衝擊抗衡的耐性。決鬥開始會切換到自動駕駛，依駕駛人習慣可切成手動駕駛[1]。團隊決鬥時採用連結側車(Sidecar)的方式[2]或是兩台D輪的方式。決鬥中敗北的決鬥者D輪畫面會顯示DEFEAT（失敗）並強制煞車至停止。拥有D輪的決鬥者稱為D輪騎士。D輪資料將記載並登錄於治安警察資料庫在出事的時候能與D輪騎士做判別。但是D輪都跟一般汽車與摩托車等車型交通工具一樣，必需要專用的證照才能駕駛。
決鬥盤碼（ハイブリッド）
基本上是騎乘決鬥中D輪所用，大部分是作為D輪的鑰匙。可從D輪本體取出當作一般的決鬥盤使用。因此，擁有決鬥盤碼型態D輪的決鬥者，在進行站立式決鬥不必再準備其他獨立的決鬥盤。
決鬥滑板（デュエルボード）
盧奇亞諾送給龍可附有馬達的特殊滑板，第三章初次登場。利用專門連接器與決鬥盤的Moment連結，決鬥盤連動滑板來進行騎乘決鬥，因此在體格、年齡方面不適合D輪的孩子也能進行簡單的騎乘決鬥。規則跟一般的騎乘決鬥相同。沒有取得D輪證照的龍亞、龍可、盧奇亞諾也確認可使用。是否正式有該產品在劇中未提及。龍亞的決鬥滑板來源為遊星聽取龍亞敘述機體特徵幫他與龍可親手製作。
幸運盃決鬥（デュエル・オブ・フォーチュンカップ）
海馬娛樂集團所主辦的決鬥大會。決鬥方式依騎乘決鬥或站立式決鬥來進行。冠軍將有權利與決鬥王之稱的傑克進行決鬥。實質是葛德韋恩為了讓龍印者們覺醒為前提而舉辦。八位參賽者表面上採隨機分配對手，治安維持局為了讓龍印候補者引出其力，刻意調整順序，派遣刺客混入參賽者之中作為龍印後補者的對手。
世界騎乘決鬥大賽（ワールド・ライディングデュエル・グランプリ（WRGP））
第三章中由新童實野市於黑暗者事件的一年後所舉辦的第一屆騎乘決鬥大會。賽制為三對三團體戰，得到冠軍的隊伍會授予騎乘決鬥界最高的榮譽。實際是世界本源組織為了迴路所企劃的大會，這事實一直被隱藏着。此外WRGP海報中內容為「鳳凰騎士基亞弗列德」、「神聖彗星反射力量」與「龍盟─黑矛龍」的對戰。海報右下角藍色區塊為贊助公司。
大賽規則
切斷D輪的自動駕駛，僅能以手動駕駛模式比賽，需兼備決鬥實力以外的D輪駕駛技術。先攻藉第一個通過彎道的隊伍來決定。
參賽的隊伍有三十二隊。預賽分為八個區塊，四個隊伍進行聯合戰。通過本戰成為預賽進階的二隊。
各隊的決鬥人數基本為三人，二人參加亦可行，只不過生命值僅有兩人份，戰鬥條件處於不利。
決鬥中敗北的玩家必須回到起跑線。玩家的D輪若遇上故障的場合，同隊成員去碰觸、幫助該位玩家，該隊伍將視為「棄權」。另外，在那情況沒回起跑線的話，勝利隊伍每過一圈速度計數器會增加1個(最大為12)，在集滿12之後每過一圈，沒回起跑線的隊伍速度計數器會逐漸減少１個。當沒回起跑線的隊伍計數器到0時視該隊「棄權」。
決鬥中勝利的玩家與下個對方玩家對戰時，以戰勝的情況下繼續決鬥。然而，敗方玩家接棒至下個玩家時，生命值變為4000分，僅繼承該敗方玩家決鬥場上的卡以及速度計數器。
決鬥勝利者仍有生命值時接棒至下個隊友也是可行的，但和敗北的玩家一樣，下個決鬥者生命值初始化為4000分，不繼承殘留的生命值、墓地的卡、手牌、除外區。
第二戰後並沒有先攻一回合的概念，初回合累積的速度計數器保留。該回合戰鬥階段中可以進行攻擊。
支付生命值作各種處理的卡可以完整支付生命值至零，發動後在效果處理完的同時，生命值歸零視為敗方。勝敗決定後，強制進入結束階段之前的各種情況處理完後才接著下個玩家開始。
加速同步（アクセルシンクロ）
第74話中從謎之D輪騎士安提諾米透露之新的同步召喚。拥有「對手回合也能進行同步召喚」的異樣效果稱為加速同步。同步協調怪獸(寫有協調字樣的同步怪獸)與其他作為素材的同步怪獸來召喚。效果跟平常同步怪獸較為強力，基本還是當做同步怪獸。
作中只有遊星及安提諾米獲得加速同步。從謎之D輪騎士（安提諾米）口中得知需要超越善與惡的境地，亦即達到「澄淨之心」也看出新的可能性才能夠進行加速同步。動畫中在對手回合進行同步召喚的效果是「加速同步的效果」，公式化後變更為「同步協調怪獸的效果」。
三角加速同步（デルタ・アクセルシンクロ）
凌駕於加速同步的頂級加速同步召喚。同步協調怪獸加上其他兩隻同步怪獸為素材。基本的規則和加速同步一樣。超越極限界線的境地並到達「頂級澄淨之心」就有可能使用。
超限加速同步（リミット・オーバー・アクセルシンクロ）
遊星與Z-ONE的決鬥中發明出的再進階的同步召喚。四隻同步怪獸加上同步協調怪獸作為素材。基本的規則跟三角加速同步一樣。因發現超越自己極限之前需與夥伴繫起羈絆，之後更要到達「超限澄淨之心」即能使用。

### 新童實野市
新童實野市（ネオ童実野シティ）
於童實野市經數十年後的模樣。高層排列著，出現社會階層的觀禮問題，直至第三季後就無階層制度。日本國內通貨依舊使用（円），擁有來自各國籍的住民。
海馬娛樂集團（海馬コーポレーション）
從「遊戲王 怪獸之決鬥」時代起便存在核心為遊戲產業的巨大企業。與新童實野市治安維持局有強大的關聯，地下存在著永轉機。
博爾格企業公司（ボルガー&カンパニー）
外界誇為世界第一的D輪開發公司。烏鴉的舊友皮爾森的搭檔博爾格擔任社長。但隨最近經濟惡化，博爾格也常因親自融資而苦惱。博爾格自首於殺害皮爾森的責任，公司的職員堅守公司並相信他會回來，後以提升5D's隊D輪的性能作為支援。
M.I.D.S永轉機開發部門（モーメント研究開発部）
海馬娛樂公司Moment開發部，「MOMENT-INVESTIGATION AND DEVELOPMENT-SECTION」（調查永轉機＆發展部門）的簡稱，隸屬於海馬娛樂集團。目的是以永轉機新的發展為目標，管理市區中樞的永轉機及電力等研究機關。
劇中並無提及治安維持局與海馬娛樂公司的完整關係，只知道海馬娛樂公司的部門有接受治安維持局的指示進行動作。在不動博士說明Moment未知的危險性後，仍然決定以新童實野市的利益優先而繼續開發，並將他的職位解職。最後受地縛神影響的魯多卡以及MIDS的上層啟動舊Moment「Uru」造成「零點逆轉（ゼロリバース）」事件造成新童實野市被成兩塊地，分別就是故事舞台中所指的市區與衛星區。事件後這起人為災害被作為天災而記錄在歷史上，而後來MIDS也仍然在新童實野市活動沒有受到任何的責任追究。
決鬥學院（デュエル・アカデミア）
名副其實即為養成決鬥者的學校，本作登場的學院名稱作「新童實野學校」存在於市區內，分別為小學部至高中部，現在的龍亞、龍可為小學部，復學的亞紀到高中部。授課內容為一般學科，也有和決鬥相關的課程。
新童實野市市區分布地區
頂級區（トップス）
存在於新童實野市最上層的高樓頂上。由精英治安警察作為警衛，若市區及衛星區需到裡面進行搜查活動必須登記正式手續獲得許可才行。
一般市區（シティ）
新童實野市的上層。街道中心部佇立著高樓，當地人們透過高科技讓他們的生活變得更加舒適。此外沿海附近的競技場經常進行D輪的騎乘決鬥。
墮落者區（ダイモンエリア）
帶有標記的人無法回到市區，但又不肯回衛星區所聚集的場所。待在墮落者區的人都會在街頭進行決鬥。黑薔薇魔女（十六夜亞紀）屢次現身此地進行破壞行為。
衛星區（サテライト）
新童實野市的最下層地區。衛星區每個地區皆用英文字母來稱呼。與市區中心部對照起來，身份較低者的居住區更加黑暗蕭條，接近貧民街、廢墟般的島嶼。
另外為了支撐中心部的繁榮，衛星區並列工廠及各設施用來處理中心部所排出的廢棄物。犯罪者同樣送到此地，不少市區的人都歧視衛星區居民。通常被市區隔離的衛星區住民不得再進入市區，但若能善用運輸垃圾的系統即可往返衛星區與市區。在幸運盃決賽傑克與遊星的決鬥中，紅龍現身讓龍印者們飛往謎的空間，巨大蜘蛛模樣的圖案浮在衛星區上，龍印者們目擊到衛星區崩壞的景象。黑暗者篇後由於「新代達羅斯橋」打造出來使市區和衛星區的界線消失，衛星區在黑暗者篇後的一年左右就重建成都市般的島嶼。而新童實野市中心部建造為戒指形狀的紀念碑，作中多次使用戒指紀念碑與水面倒影作∞圖案的暗示。
瑪莎之家（マーサハウス）
瑪莎於衛星區一角所擁有的建築物房屋兼用經營為孤兒院，遊星、傑克、克羅在年幼時曾在此生活過。後來在市區與衛星區統一後，隔壁增設養老院的建築。黑暗者篇後烏鴉照顧的孩子們與雜賀改住瑪莎之家，WRGP篇後葉薩為了使他的妻兒躲避三皇帝的掌控將他們隱身於此地。
B.A.D.區（B.A.D.エリア）
通稱「BARBARIC AREA AFTER DAMAGE」（災後野蠻區域／壞區）。零點反轉的關係損壞重大，治安警察也進入不的危險地帶。是帶有標記者的集中處。存在著衛星區希望的象徵──代達羅斯橋。最深處存有第1號Moment，黑暗者利用其作為通往冥界的門。
代達洛斯橋（ダイダロスブリッジ）
在B.A.D.區中衛星區為「希望」的象徵。後來被稱作傳說之男的葛德韋恩，起初由一個人開始建造，不知不覺衛星區居民也與他的志向相同認為總有一天可以成為連接衛星區與市區的橋，但葛德韋恩在橋未完成時被治安警察追捕而失蹤導致工程停止，未完成品原封不動的被放置於B.A.D.區。遊星向葛德韋恩提出「龍印者若打敗黑暗者就得完成橋梁」的約定。與黑暗者的戰鬥結束後完成新代達羅斯橋使市區與衛星區變得可以自由往返。然而舊代達羅斯橋作為紀念碑直至於破滅的未來仍然存在著。
超能決鬥者（サイコデュエリスト）
天生具有超能力的特殊之力的決鬥者(像是十六夜亞紀與迪梵恩)。主要是有能把卡片所描繪的怪獸、卡片傷害實體化的能力，若不能順利控制該能力決鬥傷害會直接讓對手受傷，且會以物理方式破壞周圍。超能決鬥者因為持有未知的強大力量而受到人們的忌諱與厭惡而受到迫害，因此使迪梵恩身為超能決鬥者因而建立理想鄉運動組織。
理想鄉運動組織（アルカディアムーブメント）
由超能決鬥者所構成的組織，亦可稱為「自己的理想鄉團」。根據地在新童實野市。創設者為迪梵恩。其組織的目的是為了打造出實現超能決鬥者的理想並給予他們歸宿而在世界各地中進行秘密活動。迪梵恩總是述說將亞紀作為理想鄉運動組織的象徵作為進入世界之方，並稱呼她為「現代的聖女貞德」。
理想鄉運動組織表面的活動內容為超能決鬥的純粹研究，並給予許多因為擁有超能力而遭到外界歧視與迫害、甚至是無家可歸的超能決鬥者才能的人與孩童們而建造的地方。然而實際上，理想鄉運動是讓持有超能力的超能決鬥者們進行增幅，並訓練到可於決鬥以外使用該能力作為士兵來栽培，如果有誰沒有符合迪梵恩的期待都會被當成廢棋而被處理掉，因此理想鄉運動的背後到處都有不好的傳言與傳聞。即使治安維持局想要調查卻因迪梵恩握有多數人的不利背景與不能公開的秘密與把柄(包括葛德韋恩其實為衛星區出身)也都無法滲入與潛伏調查。黑暗者篇中，理想鄉運動大樓建築因受到變為黑暗者的卡莉和密絲緹地縛神的攻擊而崩壞，而本部建築上方的成員成為地縛神的祭品，事後在治安警察的搜查從本部建築中調查判明出理想鄉運動組織所做出的黑暗面行徑及情報，加上逃過一劫的迪梵恩因為被「地縛神 Ccarayhua」給吞食而亡，使組織在因此解散與壞滅。
新童實野市市政府（ネオ童実野シティ市役所）
與Z-ONE戰後，新童實野市解散治安維持局，成立新的市府制度，首任的新童實野市市長為葉薩。
新童實野市治安維持局（ネオ童実野シティ治安維持局）
為了新童實野市的安寧以及世界的發展所望，市區最高的行政機關。治安警察、收容所、保管庫皆該局管轄。治安維持局為暫時的姿態，實際上為世界本源旗下組織。此外，電腦的密碼皆採用解殘局決鬥是一大特徵。
治安警察/公安警察（セキュリティ）
在新童實野市的警察組織。巡邏市區的搜查官每人將配給1台D輪。市區及衛星區的搜查官若對頂級區進行搜查必須要獲得許可。此外搜查官1人1台D輪的支給是三年前的事情。
決鬥搜查組（デュエルチェイサー）
為對抗濫用D輪者所組織的機動部隊。可以自由使用通常被制限的卡之中某些指定的卡，使用「特殊追緝牌組」。另外決鬥搜查組可強制讓對手與自己進行騎乘決鬥。
標記（マーカー）
新童實野市管轄範圍內有犯罪經歷的人所付與「不適合者」的符號。在犯罪者的臉部任何的地方用雷射型裝置照射，隨著劇痛烙印在上面。犯罪者擁有各別的ID，詳細記錄著對象的資料。另外治安警察經常發送信號，有標記的人引起什麼事可從記錄的資料中參考。意味有標記的人在新童實野市幾乎沒有生活權，市區內則會被視為異樣的人。屢次重犯的人會被標上複數記號。分布在衛星區(與市區劃分界線時期)、收容所、墮落者區、毀滅鎮等各地方有許多帶有標記的人在居住或活動，反而市區(與衛星區劃分界線時期)比較非常少見帶有標記的人在居住或活動。
收容所
新童實野市治安維持局所管轄、為了收容市區引起問題的人並再教育而設立的設施。收容有各種罪狀的不適合者。房間的門是根據看守的控制器作為開關，允許在排定時間內做某些自由活動。禁止持有卡片的原則，不過隱瞞看守偷藏幾張卡、甚至牌組的人依然不少，收容所中與外面同樣存在以決鬥作為階層的人。收容所裡有懲戒型的決鬥，如果收容所的人當中有行為不當或企圖挑戰管理者的人，收容所的管理者就開始用懲戒決鬥來處置行為不當的人，此懲罰決鬥的決鬥盤有鎖鍊連接到電子控制室，如果雙方其中一方生命值受到損傷時就會被電擊。

### 與新童實野市有關聯的關鍵物件
永轉機（モーメント）
由遊星之父不動博士所提倡及開發，以新童實野市定義為「發展究極能量的系統，夢之永轉機」能量。該能量現在則為海馬娛樂公司研究開發部所管理。因擁有迴轉力而發展於決鬥盤，立體影像系統飛躍到更新的層次。現在的決鬥盤、D輪等交通工具的動力皆是採用永轉機，市區中心部設置的巨大永轉機供應全市區能源。因為同步召喚造成永轉機迴轉數、出力傾向增加，同步召喚在未來成為文化發展加速原因。但突然失控的永轉機在世界各地爆發招來人類的滅亡，才會有Z-ONE他們的出現來介入修正歷史。聖櫃搖籃篇後遊星新發明新的永轉機「幸運系統」。
遊星粒子（ゆうせいりゅうし）
由不動博士所發現的新粒子。持有遊星齒輪的特性，粒子與粒子之間互相推進。同是遊星的名字的由來。永轉機運轉所不可欠缺的存在，其遠大的作用除了生成能量外，還能解讀人心，是活生生的能源。從遠古以來就被利用，善良的心為紅龍，邪惡的心為邪神，全由人們去控制。謎之D輪騎士說過超越那兩方面心的境地，到達澄淨之心就能開拓新的可能性。
舊永轉機（旧モーメント）
存於衛星區B.A.D.區最深處，以前為不動博士所開發的最初永轉機。被稱作第1號永轉機。開發代號為「Uru（蜘蛛）」。並用「Ccapac Apu（巨人）」「Ccarayhua（蜥蜴）」「Aslla Piscu（蜂鳥）」「Cusillu（猿猴）」之稱的四個控制裝置，以四張龍卡來進行控制。因為在開發階段屢次引起問題，負責人不動博士進言中止開發，不過依政府與贊助商的意思讓開發強制進行，結果發生嚴重的事態「零點逆轉」。
零點逆轉（ゼロ・リバース）
十七年前MIDS第1號永轉機控制系統不完全運轉而引發的大事故。造成鄰近的市區與衛星區地面裂開，造成多數人在浩劫中被捲入而喪生(包括身為負責人的不動博士夫婦)。MIDS隱藏事實並對外發表此事為自然災害。那時第1號永轉機事故所發生的能量使納斯卡也有發生相同的能量。事實為世界本源策劃消滅永轉機而命令魯多卡引發此事於WRGP篇揭發出來。

### 紅龍與龍印者
紅龍（赤き竜）
三千年前星龍王向龍之星祈求來掃除邪惡時，被召喚的龍之星以神的化身回應的神。根據矢薙與葛德韋恩所述在五千年前，紅龍把的邪神封印在納斯卡線不久分為頭、翼、手、足、尾五個部分並變成龍印封印在人類界。納斯卡當地居民尊稱紅龍為守護神魁札爾科亞特爾（羽蛇神）。紅龍每當在龍印者間的戰鬥時會現身來呼應會借力量給他們來脫離危機，直到龍印者完成使命時會回收龍印並消失。
星之民（星の民）
三千年前古印加文明時代中，存於南美洲安地斯高地且在被稱作天空神殿的巨石建築上崇拜著據掌管萬物的龍之星的居民。龍之星是被全知統治者之稱的星龍王所傳承下來。星之民們通過星龍王的力量被龍之星引導著造就出獨自的社會和文化。使紅龍於五千年前現身藉助五龍之力來與黑暗者戰鬥。作中星之民建造的天空神殿完整存於葛德韋恩的別墅的地底之下。
龍印（竜の痣）
指被選作「龍印者」的星之民所浮出的紋路。紋路有六個，分為紅龍的頭（Dragon Head）、手（Dragon Hand）、足（Dragon Leg）、翼（Dragon Wing）、尾（Dragon Tail）、心（Dradon's Heart）。依葛德韋恩所述，持龍印的人似乎能呼喚紅龍。龍印者在召喚自己的龍印者之龍時，因與擁有特殊能力的敵方激戰時，同伴會有類似心臟鼓動的規律疼痛反應，伴隨著灼熱感，右腕會浮出紅光。在「黑暗者」篇中每當黑暗者在附近出現時，其感受會與龍印者之間互動時的灼熱痛感受相反，取而代之的反而是近乎於被切割的痛。當一位龍印者需要力量時，其他龍印者的紋路光輝會離開，成為一個完整紅龍紋路，浮現在前者背上。直到世界真正和平的時候，紅龍的使命也將完結，龍印將被回收。 直到五千年後再度與轉世的龍印者們見面。
龍印者（シグナー）
指持有龍之紋路的人類，也稱作「紅龍的戰士」，各自引出自己的力量並率領著龍。寄宿紅龍之力「龍印者的龍」（詳細請參照#龍印者之龍）。因跨越時代會改變姿態繼續生存，直到作品現代成為決鬥怪獸中的龍族同步怪獸，作為使用封印舊MOMENT的控制裝置。被選作龍印者的人為前代龍印者的轉世。他們不會被黑暗者、地縛神、世界本源、負向MOMENT所影響，且有著守護周圍人類的力量。
本為龍印者的魯多卡在十七年前為了覺醒為黑暗者而切斷有紋路的手腕而放棄紅龍的力量。之後成為黑暗者的雷克斯將該手腕自己移植到手上繼承紋路，與遊星的戰鬥下雷克斯的紋路消去，龍頭到遊星的右腕，原本遊星手腕印著的龍尾紋路移到烏鴉右腕。然而在與阿波力亞的戰鬥中，龍亞覺醒為第六位龍印者。
本作主角遊星認識的龍印者出場先後順序為傑克、遊星自己、龍可、亞紀、烏鴉、龍亞，相遇這些夥伴的順序與流天類星龍唸招式名稱時的順序相同；另外遊星與Z-ONE戰消耗究極時械神攻擊力所除外的龍印者之龍，順序則為持有者年齡由小至大龍可、龍亞、亞紀、烏鴉、傑克。
龍頭（ドラゴン・ヘッド，Dragon Head）
指龍頭的紋路。原本為印於魯多卡左腕的紋路，十七年前由於魯多卡為了成為黑暗者而切除手腕並進行密封託付給雷克斯。雖然收納於天空神殿最深處，但破壞世界並重新再生的目標需要黑暗者與龍印者之力藉此雷克斯將魯多卡的手腕做為自己的手腕。而遊星、傑克、烏鴉與雷克斯的決鬥中龍頭被歸還到遊星的手上。此外只有魯多卡紋路是在左腕，其他龍印者的紋路都印在右腕。
龍心（ドラゴンズ・ハート，Dragon Heart）
指龍之心臟的紋路。該印記長期隱藏在龍亞的右腕，其龍印者之龍生命洪流龍也反映未覺醒的龍心之印，以鎧甲偽裝作為機械族的強力工具龍存在。由於龍亞平時都跟擁有龍手之印的龍可一起受到她的龍印的保護，所以未覺醒的龍心之印幾乎不會發揮力量，但龍心之印曾好幾次將龍亞的內心與聲音傳遞給龍可，以及在龍亞從高處摔落時為了拯救他而喚醒其他龍印的力量並召喚紅龍。召喚紅龍不需要龍心的紋路也能辦到，但只有加上龍心才能真正完全發揮紅龍的力量。龍心與龍手可組合成一個紋路（奉獻自身心臟的手）。成長的龍亞在那之後與阿波力亞的戰鬥中喚醒龍心之印與其他紅龍紋路完全聯繫上。

### 黑暗者關聯
黑暗者（ダークシグナー）
與紅龍之龍印者對立的人，來自冥界的黑暗門衛。黑暗者自地球誕生以來於五千年前為週期持續與龍印者對戰。本作中約計七人登場，分別有相似納斯卡線的印記。地縛神似乎會挑選與現今龍印者有著特殊關係的人將他們引誘至絕命境界讓其變成黑暗者。變成黑暗者的人性格會變的好戰並且想要打垮龍印者，但本身就持有與龍印者強烈戰鬥的意願則不會改變。若是打算完全放棄與龍印者的決鬥則會被強制操控繼續決鬥。一旦決鬥敗北的黑暗者會被冥界之王囚禁化作塵灰消失。但是遊星把葛德韋恩與冥界之王打倒後，葛德韋恩兄弟犧牲自己來斷絕戰鬥的輪迴。除了葛德韋恩兄弟以外的黑暗者成員生還，回到當初的普通人並各自踏上自己的道路。
黑暗者為冥界的亡者對生命有強烈執著的人類會被地縛神附身，並在得到黑暗者之力後覺醒。作為其身體特徵，眼球的眼白部分會染為漆黑，臉上會浮出類似標記；紅色的幾何圖。密絲緹是唯一將黑暗者的特徵隱藏起來溶入社會上的成員。
納斯卡線（ナスカの地上絵）
過去因紅龍和星之民的關係，邪神們被封印的地方。隨黑暗者復活後消失。黑暗者們的印記形狀就是來自納斯卡線。
黑暗決鬥（闇のデュエル）
本作中是依黑暗者之力舉行的決鬥。黑暗決鬥開始時周圍會冒出青色的火，決鬥的傷害會化為現實來襲擊決鬥者。黑暗者自身在進行騎乘決鬥時，青色火燄會描繪出同樣形狀的納斯卡線，形成廣大的闇之決鬥場地。一旦黑暗決鬥開始後，任何人都無法出手逃離戰鬥，直到其中一方戰敗為止。
黑暗協調者（ダークチューナー）
黑暗同步怪獸要進行同步召喚時所需使用的協調怪獸。協調以外怪獸等級減去黑暗協調者等級的怪獸，等級相符即可同步召喚。共通點為闇屬性、攻擊力0，卡片名字標示「DT（Dark Tuner）」
黑暗同步怪獸（ダークシンクロモンスター）
除了卡莉與密絲蒂的黑暗者，被魯多卡操縱的決鬥者所用的卡。前述的黑暗協調者，等級為「負數」則可進行同步召喚。與同步怪獸不同點在於闇同步怪獸的卡片為反轉白色的黑色，等級的星星也從橘色反轉到青色，且不從右邊而是從左邊開始排列。公式化後則只將同步素材、協調者改為指定，化為一般的同步怪獸卡。
地縛神（じばくしん）
於五千年前的戰鬥中，被紅龍和龍印者之龍封印在納斯卡大地裡的邪神。成員分別有
召喚地縛神時必須通過將兩只怪獸解放，地縛神的心臟浮上半空，將周圍的人類作為祭品而召喚。在龍可的夢中確認到存在著五隻地縛神，現在辨明身份的有「寇卡巴克亞普（Ccapac Apu）」、「科卡萊亞（Ccarayhua）」、「阿斯拉·皮斯克（Aslla Piscu）」、「恰可恰魯華（Chacu Challhua）」、「烏魯（Uru）」、「庫西魯（Cusillu）」、「維拉卡查 拉斯卡（Wiraqocha rasca）」七隻，名字全是克丘亞語,可是據波姆所說在更早以前,有比巨獸的地縛神,還要強的地縛神,那就是紅蓮惡魔「紅蓮新星（Scar Red Nova）」。
動畫版中的地縛神的共同要項有以下三個。
地縛神表側表示存在的時候不能召喚、反轉召喚、特殊召喚其他的地縛神，場地魔法不存在時不能維持自身。
地縛神擁有「可以直接攻擊」、「不成為攻擊對象」、「不承受對手的魔法和陷阱的效果(公式化沒有這個效果)」、「地縛神效果各自獨立」等四個效果當場地魔法不存在的時候無效(註:決鬥場上只有地縛神一隻怪獸，又"不能成為攻擊對象"，動畫中能直接攻擊玩家)。
冥界之王（冥界の王）
持續與紅龍對決的黑暗者方最強之神。會奪取違反自己之意黑暗者的意識，強制性的繼續決鬥。第2章終盤，由於遊星一行人沒趕上在日落前封印於四個控制裝置而復活。現實為披上大量污泥的巨大怪物，能放射出污泥般的鳥。最後因「救世星龍」的攻擊把「地縛神 Wiraqocha Rasca」與冥界之王一起打倒。

### 世界本源
世界本源（イリアステル）
世界本源三皇帝，普拉西多，盧奇亞諾，荷西所創設的組織。在世界規模底下作為影子操縱著歷史引導人類通往正確的方向。其最終目的在於使用聖櫃搖籃讓未來世界破滅的元兇「Moment」從新童實野市中消滅藉此拯救滅亡的人類和世界。
世界本源於過去歷史的變革之影必有世界本源介入。政治、經濟、軍事等概括世間的所有東西都向世界本源宣誓忠誠，世界本源將利益多數給予最高階層的人，讓人類社會強烈追求等級制度，其意在於控制整個社會。依葛德韋恩所述，Yliaster被傳承為世界帶來安寧，指向「星之民」之力的繼承者，並含有萬物第一質量的意味。約三千年前南美安地斯高地能找到起源。
Moment Express（モーメントエクスプレス）
通稱ME。民間的Moment製造公司。接受世界各地的資金援助，使用巨大的粒子加速器，進行Moment的開發。雖為巨大企業但詳細包圍著謎，聽聞有進行對宇宙開發的事業。最高負責人為克拉克‧史密斯。由於克拉克擅自將潛入ME的遊星、布魯諾、雪莉三人送到異次元違反世界本源三皇帝的意思而被普拉西多從歷史中篡改，導致其存在被消滅掉。
無限（インフィニティ）
Moment Express所開發的物質傳送裝置。機械中為高速行動的遊星粒子造出的蟲洞，用來傳送物質。無限啟動後ME公司其他使用Moment的設備會停止運作。
迴路（サーキット）
為了把聖櫃搖籃呼喚到現代必要的迴路。將騎乘決鬥發生的Moment聚集後即完成。三皇帝為了完成迴路而舉辦WRGP作為首要計畫。原本WRGP決勝戰新世界隊優勝後就會出現，即使打輸決賽仍完成迴路，讓聖櫃搖籃出現。
石版
為了將歷史修正至正確方向所賦予三皇帝們的石版。對象舉起手後會化作卡片。三皇帝是「機皇帝」，對遊星來說則出現「流星龍」卡片。
聖櫃搖籃（アーク・クレイドル）
新童實野市上空所出現，破滅未來的新童實野市，普拉西多稱之為「Yliadus沉睡之地」，Yliadus是以Z-ONE的同伴們為主，指睡眠於聖櫃搖籃人類的靈魂。
聖櫃搖籃呈螺旋狀，與地上顯現出上下反轉的現象。都市主體中有衛星區，並能確認到代達羅斯橋的殘骸。當初只能利用龍印者和有盧恩之瞳的人能看到，但迴路完成後一般人也能親眼目睹。阿久津推測出現的半日後就會與地表衝突，周圍數百公里會引起大爆發。中樞有三個遊星齒輪逆迴轉引發負向永轉機，並會將所有永轉機為能量的事物相殺而無力化。但龍印者和有盧恩之瞳的人不會受到影響。啟動後，B.A.D區的舊永轉機也隨之力量啟動。遊星面前現身的不動博士稱之為「導向人類破滅的最後永轉機」。

### 精靈世界
修班克（シュバンク）
龍可與多倫卡相遇的城鎮。原本為精靈們協力達到和平的城鎮，但從猿魔王傑曼的手下們受到負面化詛咒愈來愈廣。
波亞爾之森（ポヤールの森）
古代妖精龍的隨從雷古勒斯隱身的森林。
詛咒之針（カースド・ニードル）
猿魔王傑曼的手下們持有的手杖。尖端部份的針移為水平能夠產生強力的負面能量使各種現象都會逆行。受到這個力量的精靈們都會被封閉於石版。另外同樣的詛咒指針相觸會產生強大的正向能量。現實世界迪馬克所使用的怪獸「魔法使猿」也拿著此杖，使用的效果名也同為該詛咒之針。

### 盧恩之瞳
盧恩之瞳（ルーンの瞳）
自古以來北歐時代所存在「星界三極神」卡片後繼者的證明。和持有紅龍紋路的龍印者一樣擁有特殊的力量，世界本源三皇帝出現時看的到聖櫃搖籃。另外也有保護持有者生命的力量。
芬布爾之冬（フィンブルの冬）
盧恩之瞳與持有「星界三極神」決鬥者們註定要防止的災難，命運之最終戰爭諸神黃昏的預兆。諸神黃昏隊推測出聖櫃搖籃和新世界隊跟芬布爾之冬有密切關係。

### 其他
滿足團隊（チーム・サティスファクション）
在衛星區生活為了滿足的鬼柳、遊星、傑克、烏鴉四人所結成的決鬥黨派的團體。儘管滿足團隊於市區雖沒有傳聞，但在衛星區為有名的存在，並被住於衝突鎮的維斯特喻為傳說。
滿足團隊以打倒其他的決鬥黨派統一衛星區為目標進行活動後稱霸於衛星區。但是在三年前由於隊長鬼柳因為對治安警察引發暴動被逮捕而自然解散。後來於衝突鎮僅有一時許久不見的再結成。
毀滅鎮/衝突鎮（クラッシュタウン）
荒野般的城鎮。建築與人物裝扮如西部牛仔電影一樣。街道外面有著礦山，其內部含有作為D輪使用的礦石「達因」，也有帶有標記的人居住或活動，這裡的決鬥盤可以收縮成手槍型，衝突鎮中由馬爾康和拉蒙兩大勢力的幫派為了爭奪該礦山的權利或工人權而對立。因此城鎮被決鬥所支配，每日一次夕陽出現時進行決鬥。馬爾康和拉蒙各自派出賞金獵人作為保鏢來代理戰爭來持續下去，勝者能得到利益，決鬥中輸的人等著當作強制勞動採取工，被送行者將整個人裝入棺材裡而駕駛馬車送往礦山。礦山周邊佇立許多決鬥盤，被劇中角色聯想為他們的墳墓。勞動者會被裝上有電氣衝擊的頸部項圈，可說是嚴厲的監視(監視者有類似電擊槍的武器)體制下做事。
故事中遊星為了尋找鬼柳而來到衝突鎮被捲入馬爾康與拉蒙幫派為了擊敗鬼柳的決鬥，而無意間發現委託他的芭芭拉與馬爾康的弟弟羅頓合作企圖奪取衝突鎮的支配權的陰謀。經過波折重重後，鬼柳和遊星活躍的表現、烏鴉、傑克以及治安警察的支援下解放礦山的勞動者後取回城鎮的和平。事後在決鬥者們投入力量於復興城鎮的期間，鬼柳選擇留下。後來拯救城鎮的鬼柳將毀滅鎮改名為「滿足鎮」。
5D's隊（チーム・5D's）
遊星一行人為了出場於WRGP結成的隊伍。龍印者五人加上龍亞、布魯諾共七人所構成。主要選手為遊星、傑克、烏鴉，後補選手為亞紀，技工為布魯諾，輔助面板人員為龍亞、龍可。隊名的由來為成員相遇來自五個龍的紋路，為傑克所命名。該隊伍於WRGP預選、決勝賽全勝，登上初代王者之座。

## 各話列表
| 話數                               | 日文標題                     | 中文標題                                  | 香港ViuTV標題                            | 日本播放日期                 | 腳本                         | 分鏡                         | 演出                                   | 作畫監督 （作監補）                              |
| 第一章（幸運盃決鬥篇・序幕）       | 第一章（幸運盃決鬥篇・序幕） | 第一章（幸運盃決鬥篇・序幕）              | 第一章（幸運盃決鬥篇・序幕）             | 第一章（幸運盃決鬥篇・序幕） | 第一章（幸運盃決鬥篇・序幕） | 第一章（幸運盃決鬥篇・序幕） | 第一章（幸運盃決鬥篇・序幕）           | 第一章（幸運盃決鬥篇・序幕）                     |
| ---------------------------------- | ---------------------------- | ----------------------------------------- | ---------------------------------------- | ---------------------------- | ---------------------------- | ---------------------------- | -------------------------------------- | ------------------------------------------------ |
| 1                                  |                              | 騎乘決鬥 加速                             | 騎乘決鬥 加速                            | 2008年4月2日                 | 富岡淳廣                     | 小野勝巳                     | 瀨籐健嗣                               | 原憲一                                           |
| 2                                  |                              | 強力昆蟲牌組 蟻地獄的陷阱                 | 強力昆蟲卡組！蟻地獄的陷阱               | 4月9日                       | 富岡淳廣                     | 杉山正樹                     | 山口健太郎                             | Choi Hoon Chel                                   |
| 3                                  |                              | 突破 硝基戰士vs 御用守護者                | 突破！硝基戰士對御用守護者               | 4月16日                      | 富岡淳廣                     | 中村憲由                     | 友田政晴                               | 小海雄司                                         |
| 4                                  |                              | 命運的對決 成為敵人的星塵龍               | 命運的對決！成為敵人的星塵龍             | 4月23日                      | 富岡淳廣                     | 瀨籐健嗣                     | 武藤公春                               | 武藤公春                                         |
| 5                                  |                              | 激鬥的王牌雙龍 星塵對闇紅惡魔             | 激鬥的王牌雙龍 星塵對闇紅惡魔            | 4月30日                      | 富岡淳廣                     | 東海林真一                   | 佐々木真哉                             | 高瀨言                                           |
| 6                                  |                              | 看看我的秘寶牌組吧                        | 看看我的秘寶卡組吧                       | 5月7日                       | 富岡淳廣                     | 中村憲由                     | 山口健太郎                             | Choi Hoon Chel                                   |
| 7                                  |                              | 灌注於牌中的感情 水晶骷髏vs大牛鬼         | 灌注於卡中的感情 水晶骷髏對大牛鬼        | 5月14日                      | 富岡淳廣                     | 菱川直樹                     | 菱川直樹                               | 原憲一                                           |
| 8                                  |                              | 得不到滿足的靈魂 龍印者與傳說之龍         | 得不到滿足的靈魂 龍印者與傳說之龍        | 5月21日                      | 富岡淳廣                     | 飯島正勝                     | 淺見松雄                               | 南伸一郎                                         |
| 9                                  |                              | 賭在牌上的信念 有預謀的閃電生死戰         | 賭在牌上的信念 有預謀的閃電生死戰        | 5月28日                      | 吉田伸                       | 中村憲由                     | 武藤公春                               | 武藤公春                                         |
| 10                                 |                              | 牌組零 打破連鎖陷阱的循環                 | 牌組零打破連鎖陷阱循環                   | 6月4日                       | 吉田伸                       | 東海林真一                   | 政木伸一                               | 小海雄司 （惠一郎）                              |
| 11                                 |                              | 特殊追蹤牌組再現 奪回與同伴的羈絆         | 集特殊追蹤卡組再現奪回與夥伴的羈絆       | 6月11日                      | 鈴木 やすゆき                | 中村憲由                     | 佐々木真哉                             | 小林一幸                                         |
| 12                                 |                              | 死鬥追緝 編織羈絆的渦輪戰士               | 死鬥追緝 編織羈絆的渦輪戰士              | 6月18日                      | 鈴木 やすゆき                | 中村憲由                     | 康村諒                                 | 野口啟生 高瀨言                                  |
| 13                                 |                              | 撥號 鳴叫的變形鬥士牌組                   | 撥號鳴叫的變形鬥士牌組                   | 6月25日                      | 富岡淳廣                     | 瀨籐健嗣                     | 瀨籐健嗣                               | 德田夢之介                                       |
| 14                                 |                              | 現身的都市傳說招來破壞的 「黑薔薇魔女」   | 都市傳說現身 帶來破壞的黑薔薇魔女        | 7月2日                       | 富岡淳廣                     | 菱川直樹                     | 菱川直樹                               | 原憲一                                           |
| 第一章（幸運盃決鬥篇・開幕）       |                              |                                           |                                          |                              |                              |                              |                                        |                                                  |
| 15                                 |                              | 幸運盃決鬥開幕 大空襲!!巨型空襲轟炸機     | 運杯決鬥開幕 大空襲巨型空襲轟炸機        | 7月9日                       | 富岡淳廣                     | 中原れい                     | 武藤公春                               | 武藤公春                                         |
| 16                                 |                              | 「魔女」再現，破壞之龍 黑薔薇龍           | 魔女再現 破壞之龍「黑薔薇龍」            | 7月16日                      | 神山修一                     | 中村憲由                     | 井上義弘                               | 南伸一郎                                         |
| 17                                 |                              | 火焰復仇者 疾速之王☆骷髏火焰              | 火焰復仇者 疾速之王骷髏火焰              | 7月23日                      | 福嵨幸典                     | 中村憲由 東海林真一          | 久保太郎                               | Park Chi Man Lee Kyoung Soo                      |
| 18                                 |                              | 古代的森林 前往精靈世界的邀請             | 古老的森林 前往精靈世界的邀約            | 7月30日                      | 鈴木 やすゆき                | 瀨籐健嗣                     | 政木伸一                               | 小海雄司                                         |
| 19                                 |                              | 被汙染的精靈世界 邪惡的意志 超魔神本我    | 被污染的精靈世界 邪惡的意志 超魔神本我   | 8月6日                       | 鈴木 やすゆき                | 飯島正勝                     | 岡崎幸男                               | 土橋昭人 水川弘理                                |
| 20                                 |                              | 決不妥協的信念 我的使命與故鄉同在         | 決不妥協的信念 我的使命與故鄉同在        | 8月13日                      | 吉田伸                       | 小野勝巳                     | 町田住人                               | 高瀨言                                           |
| 21                                 |                              | 復仇的波姆 悲哀的陷阱——戰車碰撞           | 復仇的波馬 悲哀的陷阱碰撞戰車            | 8月20日                      | 吉田伸                       | 中村憲由                     | 菱川直樹                               | 寺澤伸介                                         |
| 22                                 |                              | 被揭發的過去 決鬥側寫師vs黑薔薇魔女       | 被揭發的過去 決鬥側寫師vs黑薔薇魔女      | 8月27日                      | 富岡淳廣                     | 葛谷直行                     | 瀨籐健嗣                               | 小林一三                                         |
| 23                                 |                              | 決戰 隱藏在假具背後的內心                 | 決戰！隱藏的面具背後的內心               | 9月3日                       | 鈴木 やすゆき                | 瀨籐健嗣                     | 淺見松雄                               | 南伸一郎                                         |
| 24                                 |                              | 犧牲者聖域 星塵龍 化為包圍破壞之星吧      | 犧牲者聖域，星塵龍 化為包圍破壞之星吧    | 9月10日                      | 鈴木 やすゆき                | 東海林真一                   | 武藤公春                               | 箕輪悟                                           |
| 25                                 |                              | 幸運盃 最後一戰! 孤高的王 傑克·亞特拉斯   | 幸運杯最後一戰 孤傲的王 傑克亞特拉斯     | 9月17日                      | 吉田伸                       | 大關雅幸                     | 政木伸一                               | 小海雄司                                         |
| 26                                 |                              | 龍印者們的命運 紅龍引導的未來             | 龍印者的命運 紅龍引導的未來              | 9月24日                      | 吉田伸                       | 小野勝巳                     | 佐々木真哉                             | 原憲一                                           |
| 第二章（黑暗者篇）                 |                              |                                           |                                          |                              |                              |                              |                                        |                                                  |
| 27                                 |                              | 沒有光明的世界 黑暗同步 凍結的費茲傑羅    | 沒有光明的世界，黑暗同步 凍結的費茲傑羅  | 10月1日                      | 鈴木 やすゆき                | 河本昇悟                     | 町田住人                               | 野口啟生                                         |
| 28                                 |                              | 吞噬一切的黑暗 不滅的黑暗者               | 吞噬一切的黑暗 不滅的黑暗者              | 10月8日                      | 植田浩二                     | 飯島正勝                     | 久保太郎                               | 丸山修二 小林一三                                |
| 29                                 |                              | 緊逼而來的威脅 黑暗者牛尾                 | 緊逼而來的威脅 黑暗者牛尾                | 10月15日                     | 鈴木 やすゆき                | 中村憲由                     | 石川敏浩                               | 波風立流                                         |
| 30                                 |                              | 我的名字叫做烏鴉 飛翔吧 黑鳥              | 我個名叫烏鴉！ 飛翔啦 黑鳥               | 10月22日                     | 吉田伸                       | 瀨籐健嗣                     | 淺利藤彰                               | 南伸一郎                                         |
| 31                                 |                              | 故鄉與同伴 重逢的附合騎乘                 | 故鄉與同伴 重逢的附合騎乘                | 10月29日                     | 植田浩二                     | 河本昇悟                     | 武藤公春                               | 武藤公春                                         |
| 32                                 |                              | 自由的象徵 代達洛斯橋                     | 自由的象徵 代達洛斯橋                    | 11月5日                      | 彥久保雅博                   | 政木伸一                     | 政木伸一                               | 小海雄司                                         |
| 33                                 |                              | 復仇的劫火 過去的朋友鬼柳京介             | 復仇的劫火 過去的朋友鬼柳京介            | 11月12日                     | 鈴木 やすゆき                | 飯島正勝                     | 高田昌宏                               | 原憲一                                           |
| 34                                 |                              | 黑暗同步 出來吧 百目龍                    | 黑暗同步 出來吧，百目龍                  | 11月19日                     | 鈴木 やすゆき                | 佐佐木真哉 小野勝巳          | 佐佐木真哉                             | 小林一三                                         |
| 35                                 |                              | 戰慄 地縛神寇卡巴克亞普                   | 顫慄！地縛神寇卡巴克．亞普               | 11月26日                     | 植田浩二                     | 中村憲由                     | 町田住人                               | 井上善勝                                         |
| 36                                 |                              | 接合勇氣與力量 同步召喚 強力工具龍        | 接合勇氣與力量 同步召喚強力工具龍        | 12月3日                      | 吉田伸                       | 河本昇悟                     | 石川敏浩                               | 波風立流                                         |
| 37                                 |                              | 潛入 自己的理想鄉團 因為這次是我的回合啦  | 潛入！自己的理想鄉團 今次是我的回合！    | 12月10日                     | 吉田伸                       | 瀨籐健嗣                     | 武藤公春                               | 武藤公春                                         |
| 38                                 |                              | 復活的靈魂 燃燒的新巨畫                   | 復活的靈魂 燃燒的新巨畫                  | 12月17日                     | 吉田伸                       | 飯島正勝                     | 淺利藤彰                               | 南伸一郎                                         |
| 39                                 |                              | 降臨! 兩隻地縛神                          | 降臨 兩個地縛神                          | 12月24日                     | 吉田伸                       | 政木伸一                     | 政木伸一                               | 小海雄司                                         |
| 40                                 |                              | 無法返回的過去 被關閉的心扉               | 無可挽回的過去 封閉的心                  | 2009年1月7日                 | 鈴木 やすゆき                | 中村憲由                     | ながおまこと                           | 小林一三                                         |
| 41                                 |                              | 悲傷而生的憎恨! 承受一切吧-星塵龍         | 悲傷所產生的憎恨！承受這一切，星塵龍     | 1月14日                      | 鈴木 やすゆき                | 菱川直樹                     | 菱川直樹                               | 原憲一                                           |
| 42                                 |                              | 集結! 紅龍的戰士們                        | 集結！紅龍的戰士！                       | 1月21日                      | 植田浩二                     | 小野勝巳                     | 瀨藤健嗣                               | 小林一幸                                         |
| 43                                 |                              | 各自的決心! 能衷心信任的事物              | 各自的決心，肝膽相照的同伴               | 1月28日                      | 植田浩二                     | 河本昇悟                     | 石川敏浩                               | 波風立流                                         |
| 44                                 |                              | 捲起神風吧! 黑羽-武器之翼                 | 捲起神風· 黑羽 兵器之翼                  | 2月4日                       | 植田浩二                     | 瀨藤健嗣                     | 奈須川充                               | 奈須川充                                         |
| 45                                 |                              | 對決! 擁有蜘蛛之印的男子                  | 對決 擁有蜘蛛印記的男人                  | 2月11日                      | 鈴木 やすゆき                | 河本昇悟                     | 武藤公春                               | 武藤公春                                         |
| 46                                 |                              | 17年前的真相 被掩蓋的黑暗者陷阱           | 17年前的真相 黑暗者隱藏的陷阱            | 2月18日                      | 鈴木 やすゆき                | 飯島正勝                     | 高田昌宏 Choi Hoon Chel Lee Kyoung Soo | Choi Hoon Chel Lee Kyoung Soo （Park Hea Ryeng） |
| 47                                 |                              | 擁有猿猴巨畫之痣的男子                    | 擁有猿猴地面巨畫印記的男人               | 2月25日                      | 吉田伸                       | 政木伸一                     | 政木伸一                               | 小海雄司                                         |
| 48                                 |                              | 負世界 尋找白色獅子雷古勒斯               | 負面世界，找尋白獅子雷古勒斯             | 3月4日                       | 植田浩二                     | ながおまこと                 | ながおまこと                           | 小林一三                                         |
| 49                                 |                              | 司負之王 猿魔王塞曼                       | 統領負面世界的王 猿魔王塞曼              | 3月11日                      | 植田浩二                     | 菱川直樹                     | 菱川直樹                               | 原憲一                                           |
| 50                                 |                              | 負之詛咒! 被捕的古代精靈龍                | 負面世界的詛咒 身陷牢籠的古代精靈龍      | 3月18日                      | 植田浩二                     | 河本昇悟                     | 石川敏浩                               | 波風立流                                         |
| 51                                 |                              | 轉生吧! 突破界限的騎乘決鬥                | 轉生！突破極限的渦輪決鬥                 | 3月25日                      | 吉田伸                       | 河本昇悟                     | 武藤公春                               | 武藤公春                                         |
| 52                                 |                              | 在卡片編織的回憶盡頭                      | 卡所編織的思念的盡頭                     | 4月1日                       | 吉田伸                       | 瀨籐健嗣                     | 奈須川充                               | 奈須川充                                         |
| 53                                 |                              | 狂吹的風暴 黑羽-孤高的銀風                | 咆哮的風暴 黑羽 孤高的銀色之風           | 4月8日                       | 吉田伸                       | 江上潔                       | 政木伸一                               | 小海雄司                                         |
| 54                                 |                              | 最後決鬥! 滿足隊                          | 最終決鬥，滿足團隊                       | 4月15日                      | 鈴木 やすゆき                | ながおまこと                 | ながおまこと                           | 小林一三                                         |
| 55                                 |                              | 同伴們的心意， 救世龍                     | 同伴的思念，救世龍                       | 4月22日                      | 鈴木 やすゆき                | 河本昇悟                     | 菱川直樹                               | 箕輪悟                                           |
| 56                                 |                              | 17年前的誓言 永轉機引導的命運             | 17年前的誓言 Moment所引導的命運          | 4月29日                      | 吉田伸                       | 飯島正勝                     | 石川敏浩                               | 波風立流                                         |
| 57                                 |                              | 內心的黑暗 遺留下的最後希望               | 內心的黑暗面 最後殘留的希望              | 5月6日                       | 吉田伸                       | 菱川直樹                     | 菱川直樹                               | 原憲一                                           |
| 58                                 |                              | 在那前方的命運! 地獄的霸者暗王            | 眼前所要面對的命運 黑暗的霸者 : 黑暗王者 | 5月13日                      | 植田浩二                     | 河本昇悟                     | 武藤公春                               | 武藤公春                                         |
| 59                                 |                              | 孤高之光 救世魔龍                         | 孤高之光 救世魔龍                        | 5月20日                      | 植田浩二                     | 政木伸一                     | 政木伸一                               | 小海雄司                                         |
| 60                                 |                              | 悲傷的故事 ～悲痛的記憶～                 | 傷心故事 悲傷的記憶                      | 5月27日                      | 早川正                       | 中村憲由                     | 奈須川充                               | 奈須川充                                         |
| 61                                 |                              | 真相的盡頭                                | 真相的盡頭                               | 6月3日                       | 早川正                       | ながおまこと                 | ながおまこと                           | 小林一三                                         |
| 62                                 |                              | 最後一戰! 擁有雙神的男人                  | 最後的戰鬥 擁有兩個神的男人              | 6月10日                      | 鈴木 やすゆき                | 河本昇悟                     | 石川敏浩                               | 波風立流                                         |
| 63                                 |                              | 最強的地縛神! 維拉科恰拉斯卡              | 最強的地縛神 維拉科洽拉斯卡              | 6月17日                      | 鈴木 やすゆき                | 飯島正勝                     | 武藤公春                               | 武藤公春                                         |
| 64                                 |                              | 邁向我們的未來                            | 邁向屬於我們的未來                       | 6月24日                      | 鈴木 やすゆき                | 菱川直樹                     | 菱川直樹                               | 原憲一                                           |
| 第三章（世界騎乘決鬥大賽篇・序幕） |                              |                                           |                                          |                              |                              |                              |                                        |                                                  |
| 65                                 |                              | 新的威脅                                  | 新的威脅                                 | 7月1日                       | 吉田伸                       | 江上潔                       | 政木伸一                               | 小海雄司                                         |
| 66                                 |                              | 進化的象徵 同步怪獸                       | 進化的象徵 同步怪獸                      | 7月8日                       | 吉田伸                       | 河本昇悟                     | 淺利藤彰                               | 小林一三                                         |
| 67                                 |                              | 決鬥學院的傳統! 古代機械巨人              | 決鬥學院的傳統 古代的機械巨人            | 7月15日                      | 植田浩二                     | 中村憲由                     | 石川敏浩                               | 波風立流                                         |
| 68                                 |                              | 老人的記憶 廢鐵之家牌組                   | 老人的記憶 廢鐵家庭卡組                  | 7月22日                      | 早川正                       | ながおまこと                 | 武藤公春                               | 武藤公春                                         |
| 69                                 |                              | 威脅！貸款衍生物地獄                      | 威脅 貸款象徵獸地獄                      | 7月29日                      | 福嵨幸典                     | 飯島正勝                     | 奈須川充                               | 奈須川充                                         |
| 70                                 |                              | 神隱森林 睡美人                           | 神隱森林，長眠美人                       | 8月5日                       | 植田浩二                     | 河本昇悟                     | おゆなむ                               | In Tea Sun （Park Hea Ryeng）                    |
| 71                                 |                              | 被囚困的遊星                              | 被囚禁的遊星                             | 8月12日                      | 鈴木 やすゆき                | 政木伸一                     | 政木伸一                               | 小海雄司                                         |
| 72                                 |                              | 在風中之物                                | 風中人                                   | 8月19日                      | 鈴木 やすゆき                | 菱川直樹                     | 菱川直樹                               | 原憲一                                           |
| 73                                 |                              | 封鎖同步召喚的前方...                     | 在封印同步召喚之先                       | 8月26日                      | 福嵨幸典                     | 江上潔                       | 淺利藤彰                               | 小林一三                                         |
| 74                                 |                              | 更進一步的進化！ 加速同步                 | 再進化，加速同步                         | 9月2日                       | 福嵨幸典                     | 飯島正勝                     | 石川敏浩                               | 波風立流                                         |
| 75                                 |                              | 十六夜亞紀 加速！                         | 十六夜亞紀，加速                         | 9月9日                       | 早川正                       | 高田昌宏                     | おゆなむ                               | In Tea Sun                                       |
| 76                                 |                              | 自豪的 惡魔混沌王                         | 驕傲的惡魔混沌王                         | 9月16日                      | 植田浩二                     | 中村憲由                     | 武藤公春                               | 武藤公春                                         |
| 77                                 |                              | 登場！ 超級精英轉學生                     | 登場！超精英轉校生                       | 9月23日                      | 福嵨幸典                     | 政木伸一                     | 政木伸一                               | 小海雄司                                         |
| 78                                 |                              | 惡夢復甦！ 機皇帝神空                     | 噩夢重襲！機皇帝神空                     | 9月30日                      | 福嵨幸典                     | 葛谷直行                     | 奈須川充                               | 奈須川充                                         |
| 79                                 |                              | 朝著還未見過的世界                        | 向著未知的世界                           | 10月7日                      | 吉田伸                       | 小野勝巳                     | 高田昌宏                               | 野口啟生                                         |
| 80                                 |                              | 神秘的超級技工                            | 神秘的超級機械工                         | 10月14日                     | 吉田伸                       | 福富博                       | 淺利藤彰                               | 小林一三                                         |
| 81                                 |                              | 葉薩捕獲作戰！                                | 捉捕葉薩作戰                             | 10月21日                     | 山下憲一                     | 江上潔                       | 石川敏浩                               | 波風立流                                         |
| 82                                 |                              | 不動遊星 敗北機率100%!                      | 不動遊星，敗概率百之百                   | 10月28日                     | 吉田伸                       | 政木伸一                     | 政木伸一                               | 小海雄司                                         |
| 83                                 |                              | 嫌疑犯!?傑克·亞特拉斯                     | 嫌疑犯？傑克亞特拉斯                     | 11月4日                      | 植田浩二                     | 高田昌宏                     | 武藤公春                               | 武藤公春                                         |
| 84                                 |                              | 另外一個傑克                              | 另一個傑克                               | 11月11日                     | 植田浩二                     | 中原れい                     | 久保太郎 Park Chi Man                  | Park Chi Man （Park Hea Ryeng）                  |
| 85                                 |                              | POPPO TIME的舊鐘                          | POPPO TIME的舊時鐘                       | 11月18日                     | 早川正                       | 中村憲由                     | 石川敏浩                               | 波風立流                                         |
| 番外章（毀滅鎮篇）                 |                              |                                           |                                          |                              |                              |                              |                                        |                                                  |
| 86                                 |                              | 毀滅鎮                                    | 衝突鎮                                   | 11月25日                     | 鈴木 やすゆき                | 菱川直樹                     | おゆなむ                               | In Tea Sun                                       |
| 87                                 |                              | 救出鬼柳!流浪的決鬥者之街                 | 拯救京介 流浪極速戰士的小鎮              | 12月2日                      | 鈴木 やすゆき                | 飯島正勝                     | Park Chi Man                           | Park Chi Man （Park Hea Ryeng）                  |
| 88                                 |                              | 放在勝利之前的陷阱                        | 勝利前方的陷阱                           | 12月9日                      | 鈴木 やすゆき                | 福富ひろし                   | おゆなむ                               | In Tea Sun                                       |
| 89                                 |                              | 機槍魔人的恐怖                            | 恐怖的機炮食人魔                         | 12月16日                     | 鈴木 やすゆき                | 飯島正勝                     | Park Chi Man                           | Park Chi Man （Park Hea Ryeng）                  |
| 90                                 |                              | 死鬥的騎乘決鬥                            | 凶險的騎乘決鬥                           | 12月23日                     | 鈴木 やすゆき                | 菱川直樹                     | Han Young Hoon                         | Han Young Hoon （In Tea Sun）                    |
| 91                                 |                              | 雙人決鬥 鬼柳・遊星VS羅頓                 | 組隊決鬥，京介、遊星決戰羅頓             | 2010年1月6日                 | 鈴木 やすゆき                | 江上潔                       | Park Chi Man                           | Park Chi Man                                     |
| 92                                 |                              | Satisfaction(滿足)                        | 滿足                                     | 1月13日                      | 鈴木 やすゆき                | 菱川直樹                     | おゆなむ                               | In Tea Sun                                       |
| 第三章（世界騎乘決鬥大賽篇・開幕） |                              |                                           |                                          |                              |                              |                              |                                        |                                                  |
| 93                                 |                              | 戰慄！主從的覺悟                          | 戰慄！主僕的覺悟！                       | 1月20日                      | 山下憲一                     | 福富ひろし                   | 高田昌宏                               | 原憲一                                           |
| 94                                 |                              | 追憶 朋友托付的遺志                       | 追憶！朋友托付的遺志                     | 1月27日                      | 福嵨幸典                     | 江上潔                       | 淺利藤彰                               | 小林一三                                         |
| 95                                 |                              | 飛舞吧 黑羽龍                             | 飛舞吧！黑羽龍                           | 2月3日                       | 福嵨幸典                     | 中村憲由                     | 石川敏浩                               | 波風立志                                         |
| 96                                 |                              | 結成 5D's隊                               | 集結！5D's隊                             | 2月10日                      | 吉田 伸                      | 政木伸一                     | 政木伸一                               | こかいゆうじ                                     |
| 97                                 |                              | 在絕望和糾紛的前方                        | 在絕望與糾紛的前方                       | 2月17日                      | 植田浩二                     | 河本昇悟                     | 武藤公春                               | 武藤公春                                         |
| 98                                 |                              | WRGP開幕 5D's隊V.S獨角獸隊                | WRGP開幕，5D's對決獨角獸隊               | 2月24日                      | 吉田伸                       | 奈須川充                     | 奈須川充                               | 奈須川充                                         |
| 99                                 |                              | 燃燒吧！鳳凰型彼岸花                      | 燃燒吧！鳳凰石蒜花                       | 3月3日                       | 吉田伸                       | セトウケンジ                 | 高田昌宏                               | 野口啟生 大木賢一                                |
| 100                                |                              | 絕境 最後車手遊星                         | 絕境！最後一棒遊星                       | 3月10日                      | 植田浩二                     | 高田昌宏                     | 淺利籐彰                               | 小林一三                                         |
| 101                                |                              | 一切為隊                                  | 一切為了隊伍                             | 3月17日                      | 川瀨敏文                     | 飯島正勝                     | 篠幸裕                                 | 柳瀨雄之                                         |
| 102                                |                              | 只為了勝利                                | 只是為了勝利                             | 3月24日                      | 山下憲一                     | 江上潔                       | 石川敏浩                               | 波風立志                                         |
| 103                                |                              | 在戰鬥盡頭獲得之物                        | 在戰鬥盡頭所學到的東西                   | 3月31日                      | 吉田伸                       | セトウケンジ                 | セトウケンジ                           | 竹內昭                                           |
| 104                                |                              | 破滅的使者 災難隊                         | 破滅的使者，災禍隊                       | 4月7日                       | 福嵨幸典                     | 政木伸一                     | 政木伸一                               | こかいゆうじ                                     |
| 105                                |                              | 黑暗之卡 潛伏騎士－虎克－                 | 黑暗之卡，隱身騎士鐵鉤                   | 4月14日                      | 福嵨幸典                     | 江上 潔                      | 武藤公春                               | 武藤公春                                         |
| 106                                |                              | 幽靈氾濫 恐怖的混戰模式                   | 幽靈氾濫！恐怖的混戰模式                 | 4月21日                      | 吉田伸                       | 菱川直樹                     | 菱川直樹                               | 原 憲一                                          |
| 107                                |                              | 覺醒！！ 毫不動搖的境界 澄淨之心          | 覺醒！不會動搖的心境，明境之心           | 4月28日                      | 吉田伸                       | 河本昇悟                     | 德本善信                               | 關口雅浩 青山正宣                                |
| 108                                |                              | 恐怖再臨 機皇帝神智                       | 甦醒的恐懼 機皇帝神智                    | 5月5日                       | 植田浩二                     | 奈須川充                     | 奈須川充                               | 奈須川充                                         |
| 109                                |                              | 加速同步！誕生吧！流星龍！                | 加速同步！誕生吧！流星龍                 | 5月12日                      | 植田浩二                     | 淺利藤彰                     | 淺利藤彰                               | 小林一三                                         |
| 110                                |                              | 世界本源的三皇帝                          | 世界本源的三皇帝                         | 5月19日                      | 吉田伸                       | 小林一三                     | 石川敏浩                               | 波風立志                                         |
| 111                                |                              | 古之地 納斯卡之行                         | 古之地 納斯卡之行                        | 5月26日                      | 鈴木 やすゆき                | 政木伸一                     | 政木伸一                               | こかいゆうじ                                     |
| 112                                |                              | 紅蓮惡魔                                  | 紅蓮惡魔                                 | 6月2日                       | 鈴木 やすゆき                | 飯島正勝                     | 武藤公春                               | 武藤公春                                         |
| 113                                |                              | 熊熊燃燒的靈魂！紅蓮新星龍                | 熊熊燃燒的靈魂 紅蓮新星龍                | 6月9日                       | 鈴木 やすゆき                | 江上潔                       | 菱川直樹                               | 高橋和德 大木賢一                                |
| 114                                |                              | 葉薩捕獲作戰二                                | 葉薩捕獲作戰II                           | 6月16日                      | 川瀨敏文                     | 河本昇悟                     | 柳瀨雄之                               | 小島智加                                         |
| 115                                |                              | 逼近謎團吧!解殘局騎乘決鬥!                | 逼近謎團!解殘局騎乘決鬥                  | 6月23日                      | 山下憲一                     | セトウケンジ                 | セトウケンジ                           | 小林一三                                         |
| 116                                |                              | Moment Express開發機構                    | 永動機特快開發機構                       | 6月30日                      | 吉田伸                       | 小林一三                     | 石川敏浩                               | 波風立志                                         |
| 117                                |                              | 被扭曲的過去                              | 被扭曲的過去                             | 7月7日                       | 吉田伸                       | 江上潔                       | 木伸一                                 | こかいゆうじ                                     |
| 118                                |                              | 新的勁敵                                  | 新的勁敵                                 | 7月14日                      | 福嵨幸典                     | 菱川直樹                     | 菱川直樹                               | 原憲一                                           |
| 119                                |                              | 鐵壁般的合力防禦！ 粉碎強硬守備吧！       | 鐵壁一樣的合力防禦，粉碎堅固防守         | 7月21日                      | 福嵨幸典                     | 飯島正勝                     | 武藤公春                               | 武藤公春                                         |
| 120                                |                              | 連接心意吧！牽手魔人                      | 連接心意啦！牽手魔人                     | 7月28日                      | 川瀨敏文                     | 江上潔                       | 中島豊秋                               | 高橋和德                                         |
| 121                                |                              | 奇蹟的王牌 沉睡的巨人茲辛！               | 奇跡的王牌，睡巨人咕咚                   | 8月4日                       | 吉田伸                       | 奈須川充                     | 奈須川充                               | 奈須川充                                         |
| 122                                |                              | 信賴之力！ 最強的巨人茲辛VS流星龍         | 堅信的力量！最強巨人咕咚對戰流星龍       | 8月11日                      | 山下憲一                     | セトウケンジ                 | セトウケンジ                           | 小林一三                                         |
| 123                                |                              | 盧恩之瞳的決鬥者                          | 盧恩之瞳的D輪騎士                        | 8月18日                      | 川瀨敏文                     | 小林一三                     | 石川敏浩                               | 波風立志                                         |
| 124                                |                              | 受傷的自尊                                | 受傷的自尊心                             | 8月25日                      | 福嵨幸典                     | 政木伸一                     | 政木伸一                               | こかいゆうじ                                     |
| 125                                |                              | 靈魂之戰！ 極神皇索爾VS紅蓮新星龍         | 靈魂之戰！極神皇托爾對戰紅蓮新星龍       | 9月1日                       | 福嵨幸典                     | 政木伸一                     | 武藤公春                               | 武藤公春                                         |
| 126                                |                              | 降臨！第二之神 極神皇洛基                 | 降臨！第二位神 極神皇洛基                | 9月8日                       | 铃木やすゆき                 | 江上 潔                      | 德本善信                               | 關口雅浩                                         |
| 127                                |                              | 激鬥！賭上命運的黑羽！                    | 激鬥！賭上命運的黑羽                     | 9月15日                      | 铃木やすゆき                 | 飯島正勝                     | 柳瀨雄之                               | 岡田萬衣子                                       |
| 128                                |                              | 不死身的三極神！ 吶喊吧，救世星龍！       | 不死身的三極神！咆哮吧，救世星龍         | 9月22日                      | 吉田 伸                      | セトウケンジ                 | 松田哲明                               | Lee Suk In                                       |
| 129                                |                              | 加拉爾號角！邁向末日的倒數                | 加拉爾號角！朝向終點的倒計時             | 9月29日                      | 吉田 伸                      | 河本昇悟                     | 菱川直樹                               | 原 宪一                                          |
| 130                                |                              | 連向未來的，與同伴的牽絆                  | 連接未來，與同伴的羈絆                   | 10月6日                      | 吉田 伸                      | 小野勝巳                     | 小野勝巳                               | 小林一幸                                         |
| 131                                |                              | 賭上未來之戰鬥！ 機皇帝神空 VS 紅蓮新星龍 | 為了未來的戰鬥！機皇帝神空對戰紅蓮新星龍 | 10月13日                     | 川瀨敏文                     | 小林一三                     | 石川敏浩                               | 波風立志                                         |
| 132                                |                              | 強襲！機皇帝神智                          | 強襲！機皇帝神智                         | 10月20日                     | 福嵨幸典                     | 江上 潔                      | 武藤公春                               | 武藤公春                                         |
| 133                                |                              | 阻擋在前的巨帝！機皇帝神陸                | 擋住去路的巨帝！機皇帝神陸               | 10月27日                     | 山下憲一                     | 政木伸一                     | 政木伸一                               | こかいゆうじ                                     |
| 134                                |                              | 破滅之道！同步召喚所走到的未來            | 破滅之路！同步召喚通向的未來             | 11月10日                     | 鈴木やすゆき                 | 河本昇悟                     | 篠 幸裕                                | 小林一三 井口忠一                                |
| 135                                |                              | 絶望之魔人 機皇神-機紀年∞3                | 絕望的魔人！機皇神錄無限三次方           | 11月17日                     | 川瀨敏文                     | 奈須川 充                    | 奈須川 充                              | 奈須川 充                                        |
| 136                                |                              | 決死的攻防！ 機皇神VS同步怪獸             | 激烈的攻防！機皇神對戰同步怪獸           | 11月24日                     | 福嵨幸典                     | 飯島正勝                     | 茉田哲明                               | No Gill Bo                                       |
| 第四章（聖櫃搖籃篇）               |                              |                                           |                                          |                              |                              |                              |                                        |                                                  |
| 137                                |                              | 逼近的恐怖 神之居城「聖櫃搖籃」           | 迫近的恐怖 神的居所 聖櫃搖籃             | 12月1日                      | 吉田 伸                      | 河本昇悟                     | 菱川直樹                               | 原 憲一                                          |
| 138                                |                              | 通向未來的橋樑 彩虹橋畢夫雷斯特           | 通向未來的橋樑 虹橋碧佛洛斯特            | 12月8日                      | 吉田 伸                      | 小林一三                     | 石川敏浩                               | 波風立志                                         |
| 139                                |                              | 幻惑的場地！Z-ONE的流派                   | 幻惑之場！忘我畫派                       | 12月15日                     | 山下憲一                     | 江上 潔                      | 武藤公春                               | 武藤公春                                         |
| 140                                |                              | 魂縛門！被封閉的未來！                    | 魂縛鬥！被封閉的未來                     | 12月22日                     | 山下憲一                     | 政木伸一                     | 政木伸一                               | こかいゆうじ                                     |
| 141                                |                              | 絕望的決鬥！機動要塞超強音!               | 絕望的決鬥！機動要塞極強音               | 12月28日                     | 鈴木やすゆき                 | 河本昇悟                     | 篠 幸裕                                | 小林一三 井口忠一                                |
| 142                                |                              | 賭上生死的戰鬥！機皇神龍星標              | 奉上一切的戰鬥！機皇神龍星標             | 2011年1月5日                 | 鈴木やすゆき                 | 江上 潔                      | 奈須川充                               | 奈須川充                                         |
| 143                                |                              | 生命的奇跡 生命洪流龍!!                   | 生命的奇跡 生命激流龍                    | 1月12日                      | 鈴木やすゆき 川瀨敏文        | 飯島正勝                     | 茉田哲明                               | Lee Suk In                                       |
| 144                                |                              | 終結的起源 為了未來的死鬥！               | 終結的起源 為未來的戰鬥                  | 1月19日                      | 川瀨敏文                     | 河本昇悟                     | 德本善信                               | 關口雅浩                                         |
| 145                                |                              | 比光還要快！！                            | 比光更快                                 | 1月26日                      | 川瀨敏文                     | 菱川直樹                     | 菱川直樹                               | 原 憲一                                          |
| 146                                |                              | 最後一人 Z-ONE                            | 最後一人 Z-ONE                           | 2月2日                       | 福嵨幸典                     | 江上 潔                      | 武藤公春                               | 武藤公春                                         |
| 147                                |                              | 連接未來的希望                            | 連向未來的希望                           | 2月9日                       | 福嵨幸典                     | 河本昇悟                     | 所 俊克                                | 波風立志                                         |
| 148                                |                              | 寄託在一張卡的勝算                        | 寄託唯一一張卡的勝算                     | 2月16日                      | 山下憲一                     | 政木伸一                     | 政木伸一                               | こかいゆうじ                                     |
| 149                                |                              | 復活的英雄                                | 復活的英雄                               | 2月23日                      | 山下憲一                     | 江上 潔                      | 奈須川充                               | 奈須川充                                         |
| 150                                |                              | 父親託付的想法                            | 爸爸託付的想法                           | 3月2日                       | 山下憲一                     | 河本昇悟                     | 德本善信                               | 關口雅浩 小野和寬                                |
| 151                                |                              | 集結而來的願望                            | 聚集的祈願                               | 3月9日                       | 吉田 伸                      | 菱川直樹 河本昇悟            | 菱川直樹                               | 原 憲一                                          |
| 最終章（完結最終回—各奔前程）      |                              |                                           |                                          |                              |                              |                              |                                        |                                                  |
| 152                                |                              | 該前進的未來                              | 必須邁向的未來                           | 3月23日                      | 鈴木やすゆき                 | 小野勝巳                     | 所 俊克                                | 波風立志                                         |
| 153                                |                              | 相互碰撞的靈魂                            | 互相碰撞的靈魂                           | 3月30日                      | 鈴木やすゆき                 | 小野勝巳                     | 政木伸一                               | こかいゆうじ                                     |
| 154                                |                              | 邁向光明的未來                            | 邁向光芒四射的未來                       | 3月30日                      | 吉田 伸                      | 小野勝巳                     | 小野勝巳                               | 丸山修二                                         |

## 電影版
《10th週年劇場版 遊戲王 ～超融合！跨越時空的羈絆～》是《遊戲王》系列十週年的劇場版動畫，故事描述《遊戲王—怪獸之決鬥》的「武藤遊戲」、《遊戲王GX》的「遊城十代」及《遊戲王5D's》的「不動遊星」三位主角，共同對抗世界本源滅四星之一「帕拉杜克斯（パラドックス）」。

## 製作人員
- 原作：高橋和希
- 連載：集英社「V Jump」
- 企劃：川崎由紀夫、松下洋子→山崎立士
- 監督：小野勝巳、菱川直樹（第86話－92話）
- 總監督：小野勝巳（第86話－92話）
- 系列構成：富岡淳廣（第1話－26話）→吉田伸（第27－話 ）
- 腳本：富岡淳廣、吉田伸、神山修一、福嶋幸典、植田浩二、彦久保雅博、早川正、山下憲一、川瀬敏文
- 決鬥構成：彦久保雅博
- 人物設計：丸山修二、原憲一（第86話－92話）
- 怪物設計：東出太
- 機械設計／機械作畫監督：
- 怪物設計協助：友永晃浩、佐藤雅史
- 美術監督：柴田聰、東潤一（第86話－92話）
- 色彩設計：箕輪綾美
- 攝影監督：星知良
- CG監製：永田太
- CG指導：富田和仙
- 音響監督：平光琢也
- 音樂：Wall 5 Project、蓑部雄崇、福田康文、森脇正敏
- 音樂製作人：長谷川雄介→久保田直樹
- 音樂協助：
- 製作人：東不可止、山川典夫、佐佐木亮、實松照晃（NAS）
- 動畫製作人：田中日出男(ぎゃろっぷ)
- 助理製作人：芹澤洋子
- 客串人物設計：原憲一（第119－話）
- 概念設計協助：宮崎真一（第65－話）
- 小道具設計：
- 動畫原創卡設計：長森佳容（第27－話）
- 動畫原創卡作畫：、小川純平、原憲一、江原康之、菊池陽介、中島渚、大原大、城紀史（第27－話）
- 設計協助：幡池裕行（第1話－26話）
- 設定製作：内山幹博、佐藤義人
- 3D製作：
- 數位化影像特效：枝光弘明
- 動畫製作：ぎゃろっぷ
- 製作：東京電視台、NAS

## 主题曲

### 片头曲
1. 「绊－キズナ（羈絆）－」 歌：Kra(1话 - 26话)
2. 「LAST TRAIN－－」作詞・作曲：ＫＥＩＴ 歌：knotlamp(27话 - 64话）
3. 「FREEDOM」歌：La-vie (65话 - 103话)
4. 「BELIEVE IN NEXUS」歌：远藤正明 (104话 - 129話)
5. 「明日への道（通向明日之道）～Going my way!!～」歌：远藤正明 (130话 - 154話)

### 片尾曲
1. 「START」 歌：中河内雅贵 （1话 - 26话)
2. 「CROSS GAME」 歌：alice nine. （27话 - 64话)
3. 「-OZONE-」 歌：vistlip（65话 - 103话)
4. 「Close to you」 歌：ALvino~Alchemy vision normal~(104话 - 129話)
5. 「みらいいろ（未來的顏色）」 歌：プラスティックトゥリー(Plastic Tree)(130话 - 154話)

### 插曲
1. 「You say…明日へ（邁向明日）」 歌：La-vie （72,90,92话)
2. 「Clear Mind（澄淨之心）」 歌：远藤正明 （109,110,122,129,134,154话)
3. 「YAKUSOKU NO MELODY」歌：远藤正明（154話）

## 出版書籍

### 漫畫
| 冊數 | 集英社         | 集英社                 | 東立出版社    | 東立出版社             |
| 冊數 | 發售日期       | ISBN                   | 發售日期      | ISBN                   |
| ---- | -------------- | ---------------------- | ------------- | ---------------------- |
| 1    | 2010年4月30日  | ISBN 978-4-08-870063-2 | 2012年1月16日 | ISBN 978-986-10-8245-5 |
| 2    | 2010年12月29日 | ISBN 978-4-08-870172-1 | 2012年3月1日  | ISBN 978-986-10-8246-2 |
| 3    | 2011年9月2日   | ISBN 978-4-08-870323-7 | 2012年7月30日 | ISBN 978-986-10-8582-1 |
| 4    | 2012年6月4日   | ISBN 978-4-08-870438-8 | 2012年10月8日 | ISBN 978-986-317-073-0 |
| 5    | 2013年1月4日   | ISBN 978-4-08-870564-4 | 2013年8月23日 | ISBN 978-986-324-838-5 |
| 6    | 2013年8月2日   | ISBN 978-4-08-870793-8 | 2014年8月12日 | ISBN 978-986-337-198-4 |
| 7    | 2014年3月4日   | ISBN 978-4-08-880039-4 | 2015年3月19日 | ISBN 978-986-348-739-5 |
| 8    | 2014年10月3日  | ISBN 978-4-08-880205-3 | 2015年7月31日 | ISBN 978-986-382-085-7 |
| 9    | 2015年6月4日   | ISBN 978-4-08-880343-2 | 2016年7月27日 | ISBN 978-986-431-678-6 |

## 播放電視台

### 日本
| 東京電視台 星期三 18:00-18:30 節目 | 東京電視台 星期三 18:00-18:30 節目         | 東京電視台 星期三 18:00-18:30 節目 |
| ---------------------------------- | ------------------------------------------ | ---------------------------------- |
|                                    | 遊戲王5D's （2008年4月2日－2011年3月30日） |                                    |
| 遊戲王GX                           | 遊戲王ZEXAL 開播前特輯                     |                                    |

### 臺灣
| 華視 星期六 18:00-18:30 節目                                    | 華視 星期六 18:00-18:30 節目                           | 華視 星期六 18:00-18:30 節目 |
| --------------------------------------------------------------- | ------------------------------------------------------ | ---------------------------- |
|                                                                 | 遊戲王5D's 第1－37話 （2010年2月20日－10月30日）       |                              |
| 新名偵探柯南                                                    | POWER星期天 重播                                       |                              |
| 華視 星期日 17:30-18:00 節目 2014年1月25日起 星期六 17:00-17:30 |                                                        |                              |
| 最高機密                                                        | 遊戲王5D's 第1－64話 （2012年12月30日－2014年3月29日） | 阿爾卑斯少女～小天使         |

| 八大綜合台 星期一至星期五19:30-20:00節目 | 八大綜合台 星期一至星期五19:30-20:00節目        | 八大綜合台 星期一至星期五19:30-20:00節目 |
| ---------------------------------------- | ----------------------------------------------- | ---------------------------------------- |
|                                          | 遊戲王5D's 第1－64話 （2011年5月25日－8月22日） |                                          |
| 遊戲王－怪獸之決鬥                       | 啦A夢 特別篇                                    |                                          |

| 東森幼幼台 星期一至五 19:30-20:00 節目 | 東森幼幼台 星期一至五 19:30-20:00 節目                  | 東森幼幼台 星期一至五 19:30-20:00 節目 |
| -------------------------------------- | ------------------------------------------------------- | -------------------------------------- |
|                                        | 遊戲王5D's 第1－154話 （2012年11月26日－2013年6月19日） |                                        |
| 遊戲王－怪獸之決鬥                     | 遊戲王ZEXAL 第1－73集                                   |                                        |

### 香港
| ViuTV 星期一至三 17:00－17:30 2021年7月26日至28日、8月2日至4日 14:30－15:00 | ViuTV 星期一至三 17:00－17:30 2021年7月26日至28日、8月2日至4日 14:30－15:00 | ViuTV 星期一至三 17:00－17:30 2021年7月26日至28日、8月2日至4日 14:30－15:00 |
| --------------------------------------------------------------------------- | --------------------------------------------------------------------------- | --------------------------------------------------------------------------- |
|                                                                             | 遊戲王5D's 第1－129集 （2021年6月16日－2022年4月12日）                      |                                                                             |
| 遊戲王SEVENS 第1－26集                                                      | 超人泰迦 重播                                                               |                                                                             |
| 超人泰迦 重播                                                               | 遊戲王5D's 第130－154集 （2022年6月13日－8月8日）                           | 遊戲王ZEXAL 第1－73集                                                       |

## 外部連結
- 遊戲王5D's官方網站 （页面存档备份，存于）（日語）
- NAS遊戲王5D's（日語）
- 互联网电影数据库（IMDb）上《游戏王5D's》的资料（英文）